# Mount Coot-tha
Mount Coot-tha bezeichnet einen Stadtteil (suburb) im westlichen Teil der City von Brisbane, der Hauptstadt des australischen Bundesstaats Queensland. Benannt ist er nach der gleichnamigen, mehr als 200 m hohen Erhebung, die auf dem Gebiet liegt. Der Stadtteil ist unbesiedelt.

## Geographie
Mount Coot-tha liegt westlich der Innenstadt von Brisbane nördlich der Stadtteile Chapel Hill und Indooroopilly. Auf der Ostseite liegt Toowong. Im Stadtteil Mount Coot-tha befinden sich auch die Brisbane Botanic Gardens, die am Fuß des Berges liegen und von den City Botanic Gardens in der Innenstadt abzugrenzen sind.
Der Berg selbst ist 287 Meter hoch.

## Geschichte
Der Name Mount Coot-tha soll von einem Wort aus einer Aborigines-Sprache stammen, das sich als „Honig“ übersetzen lässt.
Der Berg und das umliegende Gebiet wurden seit Mitte des 19. Jahrhunderts zum Wandern und zur Erholung genutzt. Ursprünglich zur Holzwirtschaft genutzt wurde das Gebiet 1880 als Erholungsgebiet eingestuft. 1918 wurde der Berg unter die Verwaltung von Toowong gestellt und im Zuge der Verwaltungsreform zu Brisbane City eingegliedert.
1960 wurden Fernsehtürme gebaut, auf die zehn Jahre später das Sir Thomas Brisbane Planetarium folgte. Ebenfalls zu dieser Zeit wurde der botanische Garten errichtet und 1976 eröffnet.

## Tourismus
Der Berg sowie seine Umgebung ist ein bekanntes Ausflugsziel sowohl bei Touristen als auch bei Einwohnern Brisbanes. Die Anfahrt zum Ausguck auf dem Berggipfel erfolgt über die Straße, jedoch existieren auch Fußwege durch den Eukalyptuswald, z. B. von Chapel Hill aus. Auf dem Gipfel existiert ein Café, das 1983 eröffnet wurde.

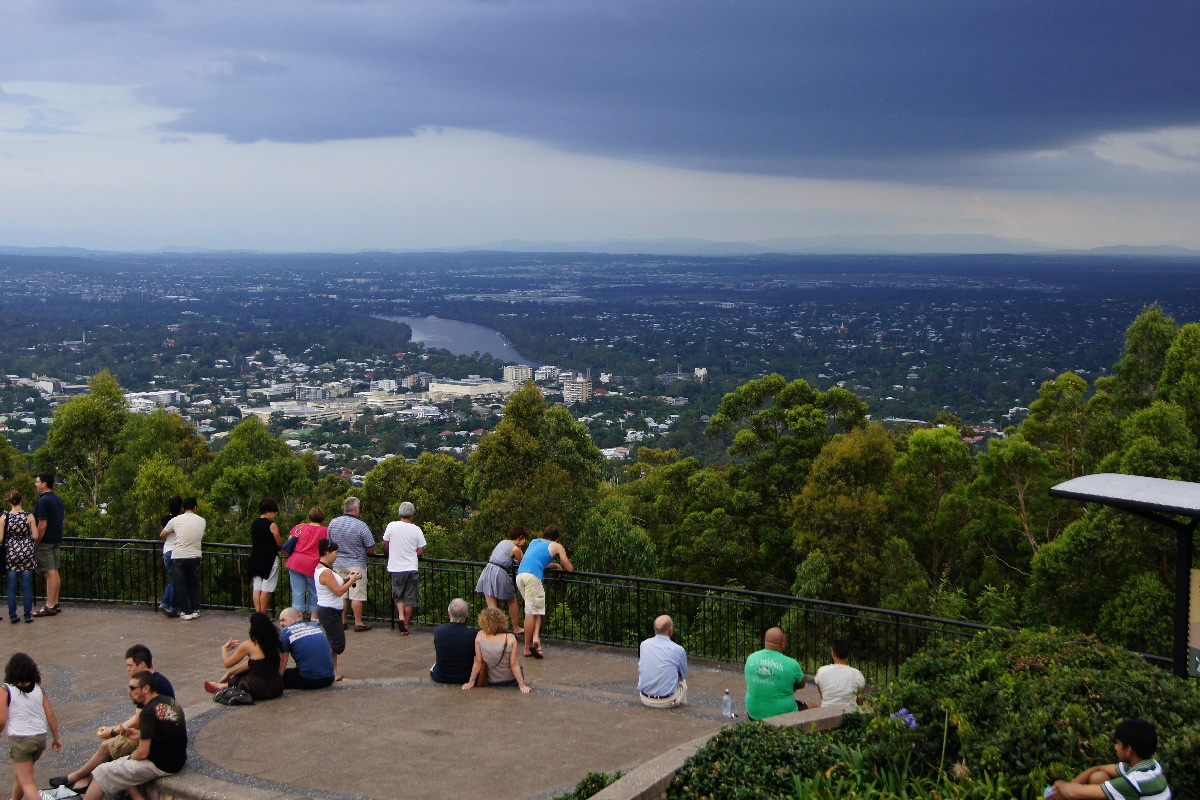
Ausguck auf dem Berggipfel, 2011

Des Weiteren existiert eine Vielzahl von Wander- und Radwegen im  gesamten Gebiet.